# 巴哈伊灵曦堂

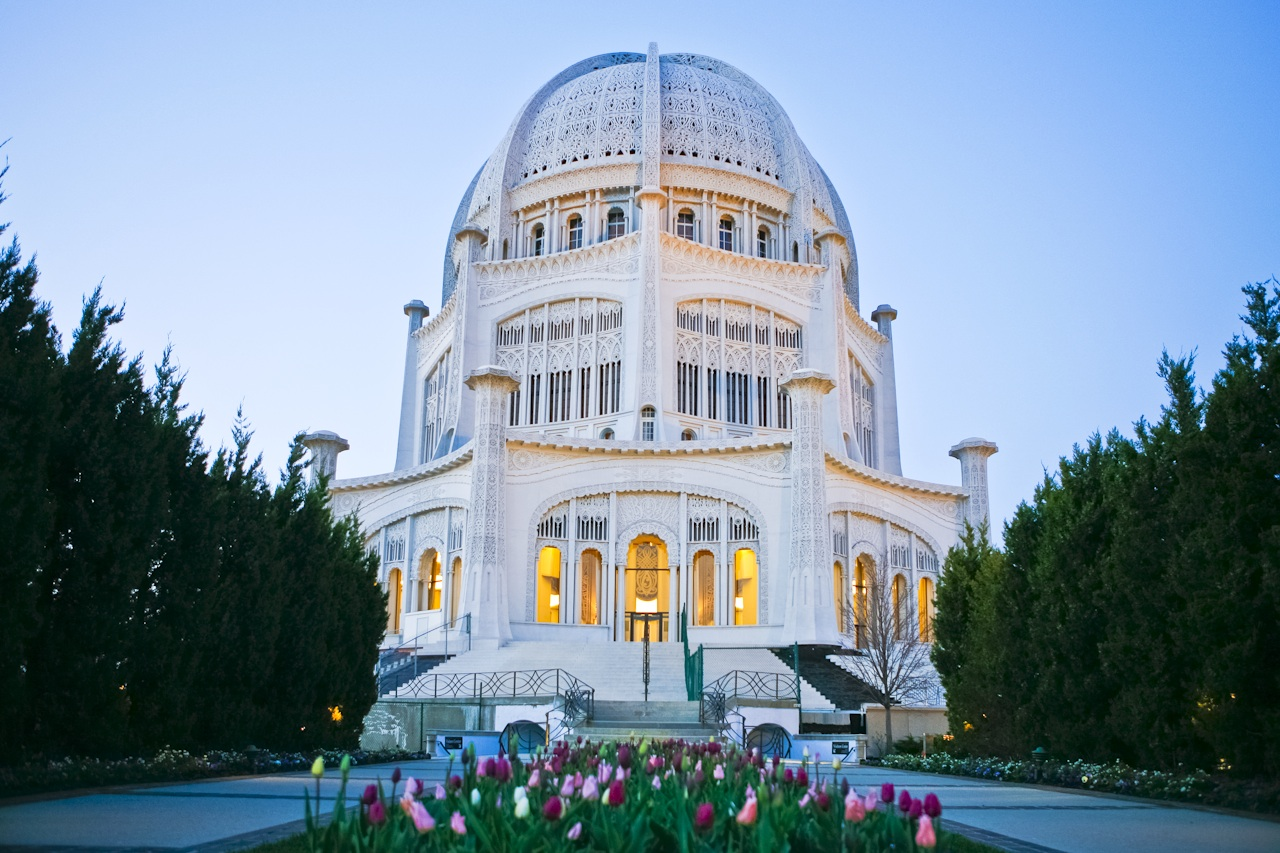
伊利諾州威爾梅特的巴哈伊靈曦堂

巴哈伊灵曦堂是巴哈伊信仰的崇拜场所。它也被称为Mashriqu'l-Adhkár，阿拉伯语的意思是“纪念上帝的黎明之地”。
巴哈伊灵曦堂向巴哈伊教徒和非巴哈伊教徒开放，供他们祈祷和沉思。所有巴哈伊灵曦堂均呈九边形圆形，周围有九条向外的小路和九个花园。巴哈伊文献设想在崇拜场所周围修建许多致力于社会、人道主义、教育和科学追求的附属机构，尽管目前还没有巴哈伊崇拜场所建成到这种程度。目前，大多数巴哈伊祈祷会都在个人家中或当地巴哈伊中心举行，而不是在巴哈伊崇拜场所举行。
截至2023年，全世界已经有14座巴哈伊灵曦堂完工 (包括一座在后期被损坏的灵曦堂)。这14座灵曦堂中有8座是大洲灵曦堂。它们位于美国、乌干达、澳大利亚、德国、巴拿马、萨摩亚、印度和智利。其中有2座大洲灵曦堂赢得了众多的建筑类荣誉。它们是印度的蓮花寺和智利的圣地亚哥巴哈伊圣殿）。
在另外五座现存的巴哈伊灵曦堂中，四座是地方灵曦堂，一座是国家灵曦堂。另外两座巴哈伊灵曦堂的建设工作正在进行中，巴哈伊社区拥有120多处房产，旨在用于未来的灵曦堂建设。

## 历史

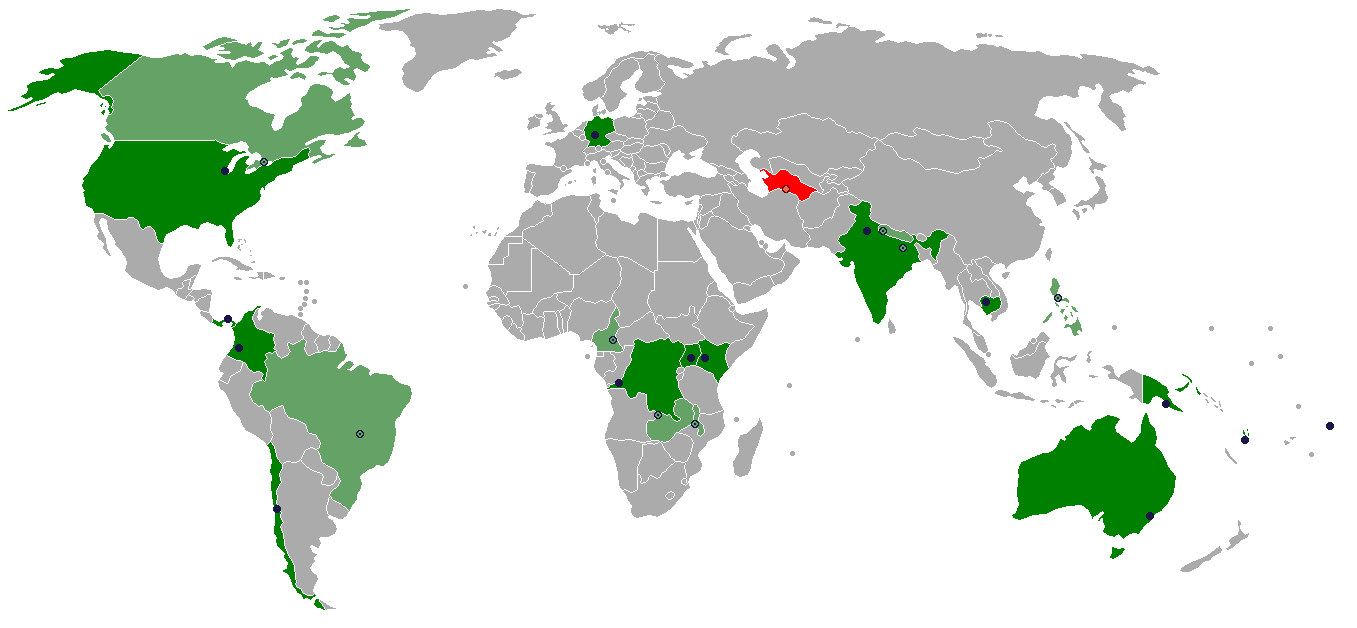
截至 2021 年全球巴哈伊灵曦堂的位置地图：深绿色代表目前有灵曦堂的国家，红色代表曾经有但现在不存在灵曦堂的国家，
浅绿色代表计划或正在建设灵曦堂的国家；黑点表示已建成的灵曦堂的位置，而空心黑点表示计划或在建灵曦堂的位置。

巴哈伊灵曦堂首次以Mashriqu'l-Adhkár（‎；阿拉伯语，意为“纪念上帝的黎明之地”）的名称被提及，收录于巴哈伊信仰创始人巴哈欧拉的律法经典《亚格达斯经》中。  巴哈欧拉写道： 
全世界人民啊！你们要以所有宗教之主的名义在各地建造崇拜场所。让它们在存在的世界中尽可能完美，并用适合它们的物品来装饰它们，而不是用图片和肖像或雕像来装饰它们。然后，带着光辉和喜悦，庆祝对主，那最慈悲者的赞美。
第一座巴哈伊灵曦堂位于现在的土库曼斯坦，是在巴哈欧拉在世时规划的，然后在他的儿子和继任者阿博都-巴哈任职期间设计和建造。它于 1919 年竣工，但后来被巴哈伊教徒征用并最终被拆除。美国第一座巴哈伊灵曦堂由阿博都巴哈于 1912 年奠基，并于 1953 年在他的孙子和继任者守基·阿芬第任职期间落成。。
同样是在 1953 年，守基·阿芬第宣布了一项长期计划，为几乎每个大陆地区建造一座灵曦堂。这些灵曦堂被称为“母灵曦堂”或大陆灵曦堂，旨在成为其所在地区众多灵曦堂中的第一座。 守基·阿芬第于 1957 年去世，但世界正义院继续了他建造巴哈伊灵曦堂的计划。该机构于 1963 年首次选举产生，自那时起一直领导着世界巴哈伊社区。世界正义院已将建造灵曦堂纳入其教学计划的目标中。到二十世纪末，乌干达、澳大利亚、德国、巴拿马、萨摩亚和印度建成了更多的大陆灵曦堂。
2001年，世界正义院在致世界巴哈伊的里兹万信函中写道：“怀着深深的感激和喜悦 ...我们在这个吉利的时刻宣布，决定继续在智利建造第八座也是最后一座大陆灵曦堂。这座灵曦堂已于2016年竣工。
与此同时，在 2012 年里兹万致辞中，世界正义院宣布了即将建造的，第一座地方和国家巴哈伊灵曦堂的位置。首批两座国家灵曦堂将位于刚果民主共和国和巴布亚新几内亚，而首批五座地方灵曦堂将位于柬埔寨、印度、肯尼亚、哥伦比亚和瓦努阿图。从那时起，规划中的一座国家灵曦堂已经竣工，规划中的四座地方灵曦堂也已竣工。   第二座国家灵曦堂和第五座地方灵曦堂的建设工作正在进行中。 此外，截至 1988 年，已有 84 个国家巴哈伊社区获得了用于最终建造巴哈伊灵曦堂的财产  

## 建筑学
所有巴哈伊灵曦堂都有一定的建筑元素，其中一些是巴哈伊经文所指定的。它们需要呈圆形、九边形，并有九条向外延伸的路径和围绕它们的九个花园。数字九对于巴哈伊来说具有重要的象征意义，代表着完整性、完美性以及巴哈伊宗教统一的教义。虽然截至 2010 年，所有固定的巴哈伊灵曦堂都拥有圆顶，但巴哈伊法律并不要求灵曦堂拥有圆顶。至大圣名是巴哈伊的一个符号，以书法形式出现在每座寺庙中，通常出现在圆顶的顶部。所有巴哈伊灵曦堂还设有祈祷厅，座位面向以色列阿卡的巴哈欧拉圣殿，即Qiblih，即巴哈伊在义务祈祷时所面对的方向。讲坛或祭坛不得作为建筑特征。
虽然巴哈伊灵曦堂有一些共同的基本建筑元素，但其设计的其他方面却有所不同。设计方案可由巴哈伊和非巴哈伊建筑师提交，一些已完工的灵曦堂是由非巴哈伊建筑师设计的。守基·阿芬第领导巴哈伊社区时设计的巴哈伊灵曦堂包含许多古典建筑元素，通常避免现代风格，他将现代风格描述为“对于灵曦堂而言，大部分都是丑陋的，而且总体上过于功利”。巴哈伊灵曦堂也在不同程度上将其所在地区的文化和环境元素融入到其材料、景观和建筑中。这些当地标志通常在较新的灵曦堂中更为突出。

## 目的和活动
巴哈伊灵曦堂是巴哈伊信仰的崇拜场所。
巴哈伊教徒和非巴哈伊教徒都可以在这里表达对上帝的虔诚。巴哈伊灵曦堂向所有人开放，不分宗教、性别或任何其他标志。进入灵曦堂的唯一要求是，衣着端庄和举止宁静。巴哈伊律法规定，每个城市和城镇都应建造一座灵曦堂。守基·阿芬第说，巴哈伊灵曦堂是巴哈伊信仰的“沉默的老师”。
巴哈伊法律要求，只有巴哈伊信仰或其他宗教的经文文本可以在灵曦堂内部阅读或吟诵，无论其语言是什么。由于没有讲坛，读者可以使用简单的便携式讲台。虽然合唱团可以演唱配乐的圣言和祷文，但室内不得演奏任何乐器。一些巴哈伊灵曦堂建立了合唱团，演唱基于巴哈伊著作（圣言）的音乐作品。巴哈伊经文还规定，灵曦堂内不得展示任何图片、雕像或图像。不得进行布道，不得举行仪式。追悼会有时在巴哈伊灵曦堂举行。虽然不允许在灵曦堂内举行婚礼，但通常可以在灵曦堂的花园里举行。在主要的基督教国家，巴哈伊灵曦堂每周日提供灵性服务，但巴哈伊历尚未在灵曦堂崇拜中实施。
守基·阿芬第教导说，每个灵曦堂都应该被人道主义、教育和慈善机构的综合体包围——例如学校、医院、敬老院、大学和旅馆——为它们所在的地区提供服务。他提到，灵曦堂及其附属机构之间的互动在未来可以提供“巴哈伊崇拜和服务的职能。这两者对于世界的复兴都至关重要”。迄今为止，只有一些这样的附属设施完成了建造，并且没有某个巴哈伊灵曦堂能够拥有所设想的全部附属设施。守基·阿芬第还认为灵曦堂的功能与哈齐拉图圣城（俗称巴哈伊中心）的功能相辅相成，并表示如果这两座建筑位于同一地点，那就太理想了。目前，大多数社区的巴哈伊祈祷会都是在家庭或巴哈伊中心举行，但埃勒姆·阿夫南指出，此类活动“唤起了灵曦堂的精神”，其目标是最终能够建造更多灵曦堂。

## 资金和管理
巴巴哈伊灵曦堂的资金来自巴哈伊社区的自愿捐款。灵曦堂崇拜期间不进行任何募捐，只有巴哈伊信徒才可以向巴哈伊基金捐款，包括用于建造和维护礼拜堂的资金。阿博都巴哈和守基·阿芬第都将各国巴哈伊灵曦堂的建设视为国际巴哈伊社团的项目。建造灵曦堂时，所需的资金来自世界各地的巴哈伊教徒。在世界范围内，与灵曦堂（以及巴哈伊世界中心建筑）相关的费用构成了巴哈伊政府支出的重要组成部分。
一般来说，巴哈伊灵曦堂及其所在场地是该国巴哈伊国家灵理会的财产。这些财产由财政捐赠基金持有。相关国家灵理会的一个委员会负责管理灵曦堂的活动和事务，但在灵性层面，他们将自己视为属于全世界巴哈伊的灵曦堂的监护人。

## 大陆礼拜堂

### 美国威尔梅特

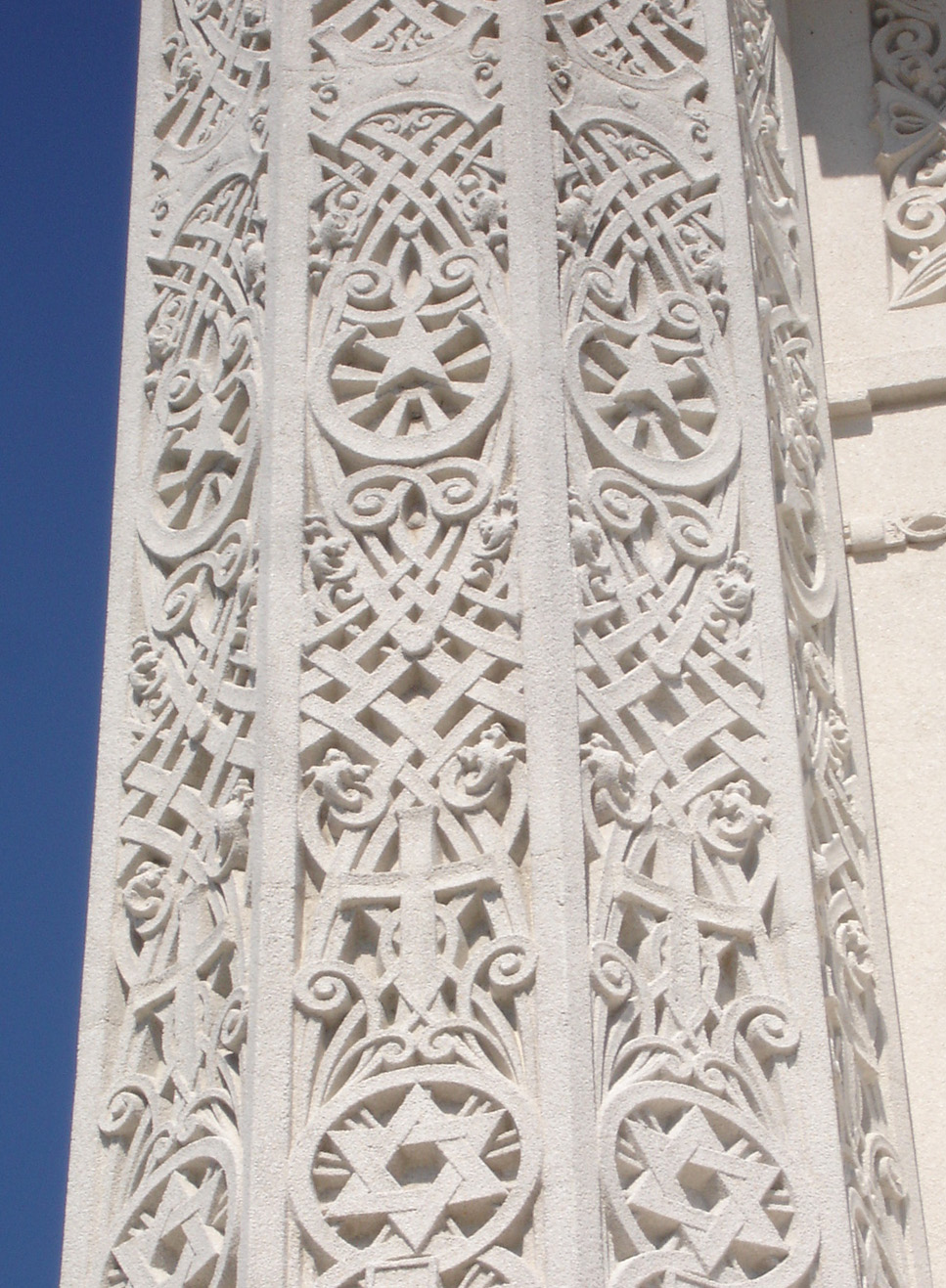
威尔梅特灵曦堂的九座塔之一

现存最古老的巴哈伊灵曦堂位于芝加哥附近密歇根湖畔的威尔梅特。它曾获得几项建筑奖项。1978年，它被列入美国国家历史名胜名录。2007年，巴哈伊灵曦堂被伊利诺伊州旅游局评为伊利诺伊州七大奇迹之一。每年约有25万人参观这座灵曦堂。
阿博都巴哈在西行期间来到威尔梅特参加灵曦堂的奠基仪式（于1912年5月1日奠基）。首席建筑师是路易斯·布尔乔亚（Louis Bourgeois）。尽管他的设计初稿最终由于不切实际的因素而被修改了无数次。这座灵曦堂于1921年动工，1951年竣工，1953年落成。其建筑总成本超过 2.6 百万美元。1958年至2001年间，威尔梅特灵曦堂与“与“老人之家”有了联系，并且被美国巴哈伊社团管理。
建筑物的外墙由约翰·约瑟夫·厄利（John Joseph Earley）为灵曦堂开发的波特兰水泥、石英和沙子的混凝土混合物组成。从地面算起，该建筑高约58.2米，圆顶直径为27.4米。礼堂可容纳1,191名参观者。外部装饰着各种宗教的符号，包括拉丁十字、希腊十字、星月、大卫之星、万字符（印度教、佛教和耆那教中使用的古老符号）和五芒星。灵曦堂的场地上有九个喷泉、一排排的中国杜松和各种各样的花卉，包括每年秋天种植的数千朵郁金香。

### 乌干达坎帕拉
乌干达首都和最大城市坎帕拉北郊的基卡亚山上有一座巴哈伊灵曦堂。守基·阿芬第宣布将于 1955 年建造坎帕拉灵曦堂，因为伊朗巴哈伊教徒受到迫害，导致他们无法实现。它是由建筑师查尔斯·梅森·雷米设计的。1957 年 1 月 26 日，代表守基·阿芬第的Rúhíyyih Khánum奠基。非洲第一位圣辅穆萨·巴纳尼（Musa Banani）也出席了奠基仪式，并将守基·阿芬第送来的巴哈欧拉圣殿的泥土作为礼物放入了地基中。落成典礼于 1961 年 1 月举行，鲁希伊·卡努（Rúhíyyih Khánum）也出席了仪式。
该建筑超过39米高，底部直径100多米。圆顶超过37米高，直径13米。为了防范该地区可能发生的地震，其地基可达到地下数米。灵曦堂可容纳800人。坎帕拉巴哈伊灵曦堂建成时是东非最高的建筑。